# Gistola
Gistola (georgiska: გისტოლა), eller Gestola (ryska: Гестола), är ett berg på gränsen mellan norra Georgien och Ryssland. Toppen på Gistola är 4 859 meter över havet.